# In the Heat of the Night (singel Sandry)
In the Heat of the Night – utwór muzyczny niemieckiej piosenkarki Sandry wydany w 1985 roku. Piosenka promowała jej debiutancką płytę solową pt. The Long Play i stała się jednym z największych przebojów piosenkarki.

## Ogólne informacje
Piosenkę napisali Michael Cretu, Hubert Kemmler, Markus Löhr i Klaus Hirschburger. Wyprodukował ją Cretu, a wokali wspierających w refrenie udzielił Kemmler. Utwór został wydany jako singel w listopadzie 1985 i promował debiutancką płytę Sandry, The Long Play. Na stronie B umieszczono instrumentalną wersję pt. „Heatwave”. Singel zdobył dużą popularność i dotarł do top 5 list przebojów m.in. w Niemczech, Szwajcarii, Szwecji i Finlandii, a także do miejsca 18. na ogólnoeuropejskiej liście sprzedaży. Piosenka jest jednym z największych hitów Sandry.
W 1999 roku remiks piosenki ukazał się na płycie My Favourites. W 2006 i 2007 roku zremiksowano ją ponownie na album Reflections i wydano jako singel cyfrowy w marcu 2007. W roku 2016 nowy remiks utworu promował składankę The Very Best of Sandra.

## Lista ścieżek
- Singel 7-calowy (1985)

A. „In the Heat of the Night” – 3:58
B. „Heatwave” (Instrumental) – 3:48
- Singel 12-calowy (1985)

A. „In the Heat of the Night” (Extended Version) – 7:32
B. „Heatwave” (Instrumental) – 3:48
- Singel cyfrowy (2007)

1. „In the Heat of the Night” (Future Vision Remix – Radio Edit) – 3:17
2. „In the Heat of the Night” (Superfunk Remix – Radio Edit) – 3:46
3. „In the Heat of the Night” (Future Vision Remix – Extended) – 7:13
4. „In the Heat of the Night” (Superfunk Remix – Extended) – 6:00

- Singel cyfrowy (2016)

1. „In the Heat of the Night” (Tropical Future Remix by masQraider) – 4:04

## Notowania
| Kraj i lista                 | Najwyższa pozycja |
| ---------------------------- | ----------------- |
| Austria (Ö3 Austria Top 40)  | 6                 |
| Belgia (Ultratop Flandria)   | 3                 |
| Finlandia                    | 3                 |
| Francja (SNEP)               | 5                 |
| Holandia (MegaCharts)        | 13                |
| Niemcy (Media Control)       | 2                 |
| Szwajcaria (Singles Top 100) | 2                 |
| Szwecja (Sverigetopplistan)  | 2                 |

## Certyfikaty
| Kraj           | Certyfikat    |
| -------------- | ------------- |
| Francja (SNEP) | srebrna płyta |

## Covery
- Hongkońska piosenkarka i aktorka Anita Mui nagrała cover „In the Heat of the Night” jako „將冰山劈開” na swoim albumie pod tytułem 梅艷芳 z 1986 roku.
- Fiński zespół To/Die/For nagrał własną wersję piosenki na album All Eternity z 1999 roku. Została ona później wydana jako singel i dotarła do miejsca 17. w Finalndii[11].